# Kare (coral)
Porites lobata, conhecido como Kare em Rapa-nui, é uma espécie de coral duro do gênero Porites.

## Distribuição
São encontrados em todo o Indo-Pacífico, costa da África até o Mar-Vermelho, toda a Australásia, Polinésia até a Ilha de Páscoa.

## Habitat
Recifes rasos e costeiros, incluindo lagunas de água-salgada.

## Alimentação
Se alimentam de plâncton das correntes marinhas.